# Поляков, Василий Васильевич (военный)

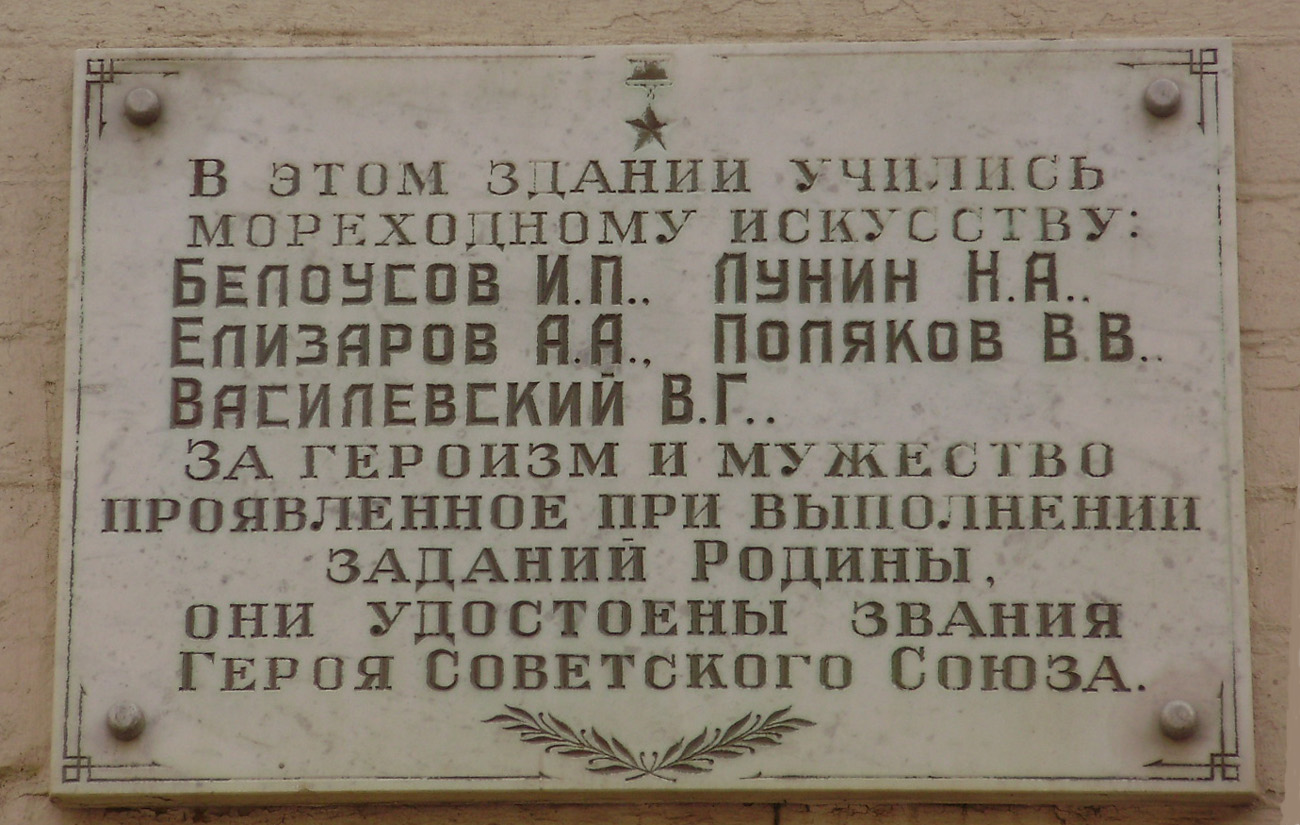
Памятная доска в Ростове-на-Дону

Василий Васильевич Поляко́в (14 августа 1917, Омск — 24 октября 1989, Москва) — советский военный. Участник Советско-финской и Великой Отечественной войн. Герой Советского Союза (1944). Капитан 1-го ранга.

## Биография
Родился 14 августа (1 августа — по старому стилю) 1917 года в Омске в крестьянской семье. Русский. Окончил среднюю школу и Ростовский-на-Дону политехникум водных путей сообщения. До призыва на военную службу работал в Азово-Донском пароходстве.
В ряды Рабоче-крестьянского Красного Флота был призван Геническим районным военкоматом Запорожской области Украинской ССР в 1936 году.
Воинскую службу нёс на Северном флоте в 1-м Северном отряде пограничных судов НКВД Мурманского пограничного округа. В 1939—1940 годах участвовал в Советско-финской войне. В 1941 году был направлен на учёбу в школу мичманов при Военно-морской учебной базе на Ладожском озере. 25 июня 1941 года будучи мичманом был зачислен в Ладожскую военную флотилию Балтийского флота. В боях с немецко-фашистскими захватчиками и их финскими союзниками с июля 1941 года. Участвовал в высадке десанта на острова Лункулансаари и Мантсинсаари, сражении за остров Валаам, поддержке стрелковых подразделений, действовавших на побережье Ладожского озера, снабжении осаждённого Ленинграда. 12 декабря 1941 года был тяжело ранен.
После выздоровления в апреле 1942 года получил назначение в Волжскую военную флотилию, в которой воевал до июня 1943 года. Участвовал в Сталинградской битве. Во время сражения флотилия своими орудиями оказывала частям Красной Армии огневую поддержку, высаживала десанты, переправляла через Волгу стрелковые части, вооружение, боеприпасы и продовольствие, эвакуировала раненых и гражданских лиц. В июне 1943 года часть судов Волжской военной флотилии была отправлена на Азовское море и в августе 1943 года вошла в состав Азовской военной флотилии. Был назначен командиром катера в бригаду бронекатеров. В августе — сентябре 1943 года участвовал в высадке десантов на побережье Азовского моря (Таганрогский десант, Мариупольский десант, десант у Осипенко), а также Темрюкского десанта в ходе Новороссийско-Таманской операции. Перед началом Керченско-Эльтигенской десантной операции был переведён на должность командира катера 15-го дивизиона катерных тральщиков.
После поражения немецко-фашистских войск на Таманском полуострове, немцы усилили свою оборону на Керченском полуострове и произвели постановку минных полей в Керченском проливе. Накануне Керченско-Эльтигенской операции корабли 15-го дивизиона катерных тральщиков произвели траление фарватера пролива. Десантная операция началась 31 октября 1943 года, однако Азовская военная флотилия из-за погодных условий приступила к выполнению задания только 2 ноября 1943 года. За первые двое суток операции катер под его командованием под огнём противника совершил 17 рейсов с косы Чушка на Керченский полуостров. Во время одного из рейсов он снял севший на мель бронекатер и отбуксировал его в безопасное место. С последней группой десантников высадился на берег и в течение трёх суток участвовал в боях на захваченном десантом плацдарме.
Указом Президиума Верховного Совета СССР «О присвоении звания Героя Советского Союза офицерскому, старшинскому и рядовому составу Военно-Морского флота» от 22 января 1944 года за «форсирование Керченского пролива, высадку десантных войск и переброску техники на Керченский полуостров и проявленные при этом отвагу и геройство» был удостоен звания Героя Советского Союза с вручением ордена Ленина и медали «Золотая Звезда». Вслед за этим ему было присвоено и офицерское звание.
В апреле 1944 года в составе своего подразделения участвовал в Крымской операции. После освобождения Керчи 15-й дивизион катерных тральщиков был включён в состав восстановленной Керченской военно-морской базы и приступил к разминированию акватории Керченского порта. Летом 1944 года был переведён в Керченскую бригаду бронекатеров Дунайской военной флотилии Черноморского флота и назначен на должность командира бронекатера № 221 3-го дивизиона. До конца августа 1944 года флотилия занималась снятием минных полей в Чёрном море и осуществляла огневую поддержку наступающим вдоль черноморского побережья сухопутным силам Красной Армии. 21-23 августа 1944 года в ходе Ясско-Кишинёвской операции флотилия обеспечивала форсирование Днестровского лимана частями 46-й армии, после чего была направлена в дельту Дуная. С 30 августа 1944 года Дунайская военная флотилия действовала в оперативном подчинении 3-го Украинского фронта.
За время ведения боевых действий на Дунае будучи лейтенантом прошёл с боями более двух тысяч километров, участвовал в Белградской, Будапештской и Венской операциях. Боевой путь он завершил в составе 1-й Керченско-Венской бригады речных кораблей Дунайской военной флотилии на территории Германии недалеко от города Регенсбург. После войны продолжил службу в Военно-морском флоте СССР. В 1946 году он окончил параллельные курсы при Каспийском высшем военно-морском училище. Служил на Черноморском флоте. В запас уволился в 1974 году в звании капитана 1-го ранга. Некоторое время жил в Анапе. Работал преподавателем в местной мореходной школе, преподавал на курсах переподготовки офицеров Пограничных войск КГБ СССР. Затем жил в городе-герое Москве.
24 октября 1989 года скончался. Похоронен на Головинском кладбище столицы.

## Награды
- Медаль «Золотая Звезда»[1] (22.01.1944);
- орден Ленина[1] (22.01.1944);
- орден Александра Невского[1] (08.01.1945);
- два ордена Отечественной войны 1 степени;
- два ордена Красной Звезды[1] — (21.10.1944; ?);
- медали[1].

## Документы
- Общедоступный электронный банк документов «Подвиг Народа в Великой Отечественной войне 1941—1945 гг.» Дата обращения: 5 августа 2012. Архивировано из оригинала 13 марта 2012 года.

Орден Александра Невского (наградной лист и приказ о награждении). Дата обращения: 5 августа 2012. Архивировано 1 октября 2012 года.
Орден Красной Звезды (наградной лист и приказ о награждении). Дата обращения: 5 августа 2012. Архивировано 1 октября 2012 года.